# Incilius karenlipsae
Incilius karenlipsae é uma espécie de anfíbio anuro da família Bufonidae. É endémica do Panamá.